# Carbonne
Carbonne (in occitano Carbona) è un comune francese di 5 324 abitanti situato nel dipartimento dell'Alta Garonna nella regione dell'Occitania.

## Società

### Evoluzione demografica
Abitanti censiti

## Amministrazione

### Gemellaggi
- Galliera Veneta
- Monmouth
- Korschenbroïch
- Fuente Obejuna